# Prunella strophiata

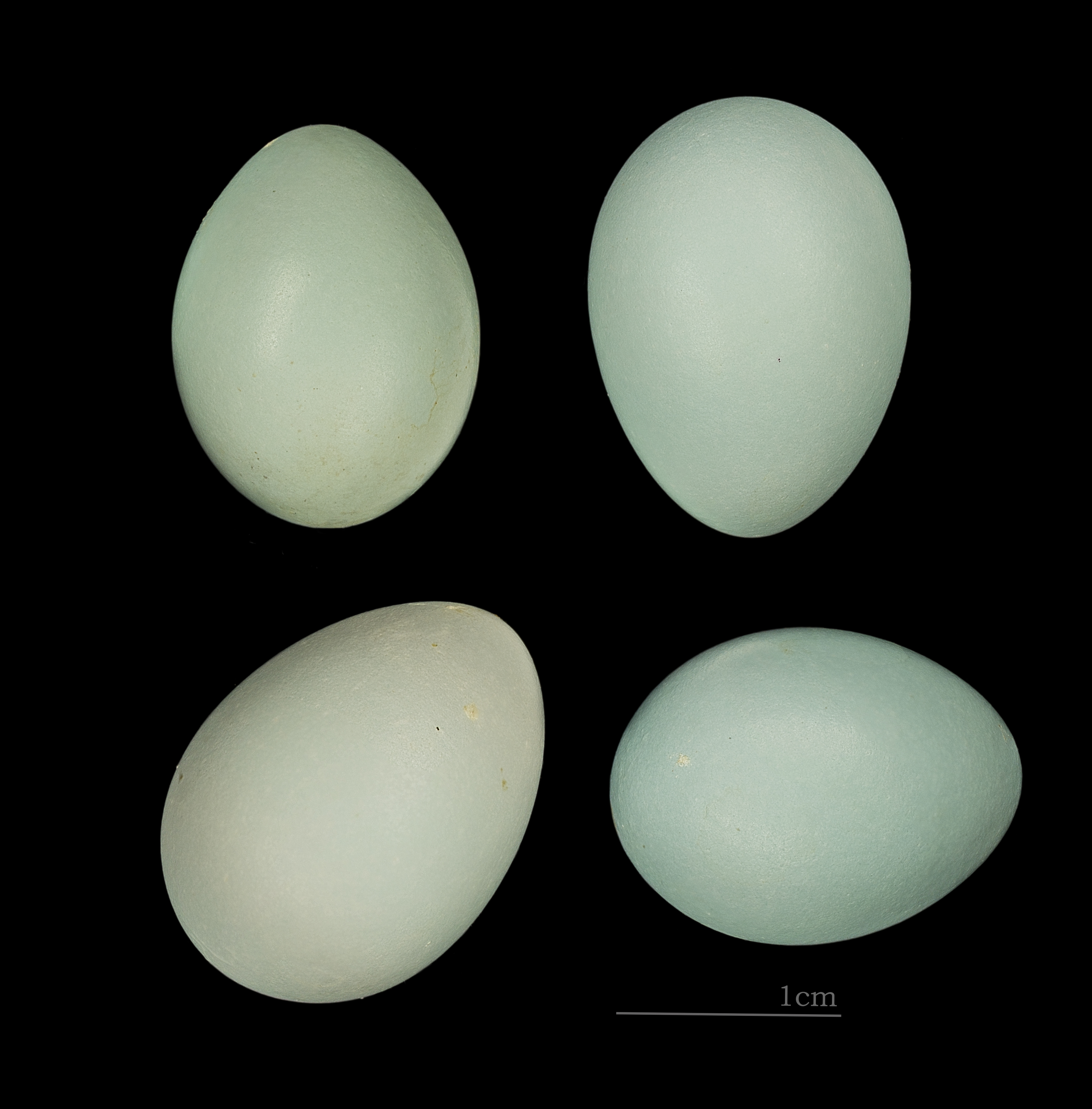
Huevos de Prunella strophiata

El acentor pechirrufo (Prunella strophiata) es una especie de ave paseriforme de la familia Prunellidae. Está ampliamente distribuido en Asia, encontrándose en Afganistán, Bután, China, India, Birmania, Nepal y Pakistán.

## Subespecies
Se reconocen las siguientes subespecies:
- Prunella strophiata jerdoni
- Prunella strophiata strophiata